# Llista d'asteroides/180101-180200
| Nom      | Designació provisional | Data de descobriment   | Lloc de descobriment | Descobridor/s  |
| -------- | ---------------------- | ---------------------- | -------------------- | -------------- |
| 180101 - | 2003 FB3               | 24 de març de 2003     | Socorro              | LINEAR         |
| 180102 - | 2003 FN3               | 24 de març de 2003     | Socorro              | LINEAR         |
| 180103 - | 2003 FX6               | 26 de març de 2003     | Wrightwood           | J. W. Young    |
| 180104 - | 2003 FN11              | 23 de març de 2003     | Kitt Peak            | Spacewatch     |
| 180105 - | 2003 FB12              | 24 de març de 2003     | Kitt Peak            | Spacewatch     |
| 180106 - | 2003 FB19              | 24 de març de 2003     | Haleakala            | NEAT           |
| 180107 - | 2003 FH22              | 25 de març de 2003     | Catalina             | CSS            |
| 180108 - | 2003 FU23              | 23 de març de 2003     | Kitt Peak            | Spacewatch     |
| 180109 - | 2003 FT26              | 24 de març de 2003     | Kitt Peak            | Spacewatch     |
| 180110 - | 2003 FP27              | 24 de març de 2003     | Kitt Peak            | Spacewatch     |
| 180111 - | 2003 FB28              | 24 de març de 2003     | Kitt Peak            | Spacewatch     |
| 180112 - | 2003 FW28              | 24 de març de 2003     | Haleakala            | NEAT           |
| 180113 - | 2003 FN31              | 23 de març de 2003     | Kitt Peak            | Spacewatch     |
| 180114 - | 2003 FN34              | 23 de març de 2003     | Kitt Peak            | Spacewatch     |
| 180115 - | 2003 FC40              | 24 de març de 2003     | Kitt Peak            | Spacewatch     |
| 180116 - | 2003 FG44              | 23 de març de 2003     | Kitt Peak            | Spacewatch     |
| 180117 - | 2003 FW46              | 24 de març de 2003     | Kitt Peak            | Spacewatch     |
| 180118 - | 2003 FN48              | 24 de març de 2003     | Kitt Peak            | Spacewatch     |
| 180119 - | 2003 FA49              | 24 de març de 2003     | Kitt Peak            | Spacewatch     |
| 180120 - | 2003 FD50              | 24 de març de 2003     | Haleakala            | NEAT           |
| 180121 - | 2003 FZ52              | 25 de març de 2003     | Palomar              | NEAT           |
| 180122 - | 2003 FL53              | 25 de març de 2003     | Palomar              | NEAT           |
| 180123 - | 2003 FQ53              | 25 de març de 2003     | Palomar              | NEAT           |
| 180124 - | 2003 FQ60              | 26 de març de 2003     | Palomar              | NEAT           |
| 180125 - | 2003 FH63              | 26 de març de 2003     | Palomar              | NEAT           |
| 180126 - | 2003 FC65              | 26 de març de 2003     | Palomar              | NEAT           |
| 180127 - | 2003 FF68              | 26 de març de 2003     | Palomar              | NEAT           |
| 180128 - | 2003 FM68              | 26 de març de 2003     | Palomar              | NEAT           |
| 180129 - | 2003 FF71              | 26 de març de 2003     | Kitt Peak            | Spacewatch     |
| 180130 - | 2003 FK74              | 26 de març de 2003     | Haleakala            | NEAT           |
| 180131 - | 2003 FX74              | 26 de març de 2003     | Palomar              | NEAT           |
| 180132 - | 2003 FL86              | 28 de març de 2003     | Kitt Peak            | Spacewatch     |
| 180133 - | 2003 FM86              | 28 de març de 2003     | Kitt Peak            | Spacewatch     |
| 180134 - | 2003 FE89              | 29 de març de 2003     | Anderson Mesa        | LONEOS         |
| 180135 - | 2003 FV89              | 29 de març de 2003     | Anderson Mesa        | LONEOS         |
| 180136 - | 2003 FX102             | 26 de març de 2003     | Powell               | M. Glaze       |
| 180137 - | 2003 FD103             | 24 de març de 2003     | Kitt Peak            | Spacewatch     |
| 180138 - | 2003 FE103             | 24 de març de 2003     | Kitt Peak            | Spacewatch     |
| 180139 - | 2003 FB108             | 31 de març de 2003     | Kitt Peak            | Spacewatch     |
| 180140 - | 2003 FE117             | 24 de març de 2003     | Kitt Peak            | Spacewatch     |
| 180141 - | 2003 FA123             | 26 de març de 2003     | Moletai              | MAO            |
| 180142 - | 2003 FH123             | 27 de març de 2003     | Kitt Peak            | Spacewatch     |
| 180143 - | 2003 FE124             | 30 de març de 2003     | Kitt Peak            | M. W. Buie     |
| 180144 - | 2003 GV5               | 1 d'abril de 2003      | Socorro              | LINEAR         |
| 180145 - | 2003 GU7               | 2 d'abril de 2003      | Socorro              | LINEAR         |
| 180146 - | 2003 GL8               | 3 d'abril de 2003      | Anderson Mesa        | LONEOS         |
| 180147 - | 2003 GL9               | 2 d'abril de 2003      | Socorro              | LINEAR         |
| 180148 - | 2003 GB14              | 4 d'abril de 2003      | Anderson Mesa        | LONEOS         |
| 180149 - | 2003 GK15              | 3 d'abril de 2003      | Anderson Mesa        | LONEOS         |
| 180150 - | 2003 GQ16              | 3 d'abril de 2003      | Haleakala            | NEAT           |
| 180151 - | 2003 GS16              | 4 d'abril de 2003      | Kitt Peak            | Spacewatch     |
| 180152 - | 2003 GK22              | 6 d'abril de 2003      | Desert Eagle         | W. K. Y. Yeung |
| 180153 - | 2003 GK25              | 4 d'abril de 2003      | Kitt Peak            | Spacewatch     |
| 180154 - | 2003 GN31              | 8 d'abril de 2003      | Kitt Peak            | Spacewatch     |
| 180155 - | 2003 GF38              | 8 d'abril de 2003      | Socorro              | LINEAR         |
| 180156 - | 2003 GJ39              | 9 d'abril de 2003      | Kitt Peak            | Spacewatch     |
| 180157 - | 2003 GU50              | 8 d'abril de 2003      | Haleakala            | NEAT           |
| 180158 - | 2003 GT53              | 3 d'abril de 2003      | Anderson Mesa        | LONEOS         |
| 180159 - | 2003 GE54              | 3 d'abril de 2003      | Anderson Mesa        | LONEOS         |
| 180160 - | 2003 GR54              | 3 d'abril de 2003      | Anderson Mesa        | LONEOS         |
| 180161 - | 2003 GU55              | 11 d'abril de 2003     | Kitt Peak            | Spacewatch     |
| 180162 - | 2003 HM2               | 25 d'abril de 2003     | Socorro              | LINEAR         |
| 180163 - | 2003 HZ2               | 24 d'abril de 2003     | Kitt Peak            | Spacewatch     |
| 180164 - | 2003 HP6               | 25 d'abril de 2003     | Kitt Peak            | Spacewatch     |
| 180165 - | 2003 HX6               | 24 d'abril de 2003     | Kitt Peak            | Spacewatch     |
| 180166 - | 2003 HN10              | 25 d'abril de 2003     | Anderson Mesa        | LONEOS         |
| 180167 - | 2003 HP10              | 25 d'abril de 2003     | Kitt Peak            | Spacewatch     |
| 180168 - | 2003 HJ15              | 26 d'abril de 2003     | Haleakala            | NEAT           |
| 180169 - | 2003 HU15              | 26 d'abril de 2003     | Socorro              | LINEAR         |
| 180170 - | 2003 HE23              | 26 d'abril de 2003     | Haleakala            | NEAT           |
| 180171 - | 2003 HD31              | 26 d'abril de 2003     | Kitt Peak            | Spacewatch     |
| 180172 - | 2003 HX32              | 29 d'abril de 2003     | Socorro              | LINEAR         |
| 180173 - | 2003 HU40              | 29 d'abril de 2003     | Socorro              | LINEAR         |
| 180174 - | 2003 HN42              | 28 d'abril de 2003     | Socorro              | LINEAR         |
| 180175 - | 2003 HK45              | 29 d'abril de 2003     | Socorro              | LINEAR         |
| 180176 - | 2003 HP54              | 24 d'abril de 2003     | Anderson Mesa        | LONEOS         |
| 180177 - | 2003 JR1               | 1 de maig de 2003      | Socorro              | LINEAR         |
| 180178 - | 2003 JU2               | 1 de maig de 2003      | Kitt Peak            | Spacewatch     |
| 180179 - | 2003 JM8               | 2 de maig de 2003      | Socorro              | LINEAR         |
| 180180 - | 2003 JC18              | 9 de maig de 2003      | Socorro              | LINEAR         |
| 180181 - | 2003 KD12              | 27 de maig de 2003     | Anderson Mesa        | LONEOS         |
| 180182 - | 2003 LF4               | 3 de juny de 2003      | Socorro              | LINEAR         |
| 180183 - | 2003 MC                | 21 de juny de 2003     | Socorro              | LINEAR         |
| 180184 - | 2003 ML5               | 26 de juny de 2003     | Socorro              | LINEAR         |
| 180185 - | 2003 OO11              | 20 de juliol de 2003   | Palomar              | NEAT           |
| 180186 - | 2003 QZ30              | 25 d'agost de 2003     | Socorro              | LINEAR         |
| 180187 - | 2003 QA32              | 21 d'agost de 2003     | Palomar              | NEAT           |
| 180188 - | 2003 QX67              | 25 d'agost de 2003     | Palomar              | NEAT           |
| 180189 - | 2003 QN72              | 23 d'agost de 2003     | Socorro              | LINEAR         |
| 180190 - | 2003 QH79              | 25 d'agost de 2003     | Palomar              | NEAT           |
| 180191 - | 2003 SZ50              | 18 de setembre de 2003 | Palomar              | NEAT           |
| 180192 - | 2003 SC53              | 19 de setembre de 2003 | Palomar              | NEAT           |
| 180193 - | 2003 SX56              | 16 de setembre de 2003 | Kitt Peak            | Spacewatch     |
| 180194 - | 2003 SK101             | 20 de setembre de 2003 | Palomar              | NEAT           |
| 180195 - | 2003 SF110             | 20 de setembre de 2003 | Palomar              | NEAT           |
| 180196 - | 2003 SL110             | 20 de setembre de 2003 | Palomar              | NEAT           |
| 180197 - | 2003 SB192             | 19 de setembre de 2003 | Palomar              | NEAT           |
| 180198 - | 2003 SU215             | 24 de setembre de 2003 | Haleakala            | NEAT           |
| 180199 - | 2003 SK217             | 27 de setembre de 2003 | Desert Eagle         | W. K. Y. Yeung |
| 180200 - | 2003 SC250             | 26 de setembre de 2003 | Socorro              | LINEAR         |